# Mimotettix apicalis
Mimotettix apicalis är en insektsart som beskrevs av Li och Wang 2005. Mimotettix apicalis ingår i släktet Mimotettix och familjen dvärgstritar. Inga underarter finns listade i Catalogue of Life.